# 賽德克語文法
賽德克語文法為基於賽德克語之文法。在文法的分類上台灣南島語言並不同於一般的分析語或其它综合语裡的動詞、名詞、形容詞、介詞和副詞等之基本詞類分類。比如台灣南島語裡普遍沒有副詞，而副詞的概念一般以動詞方式呈現、可稱之為「副動詞」，類之於俄语裡的副動詞。 對於數、格(附著)及时态改變時語詞的變化方面。賽德克語只有代詞本身會依格位之不同而進行变格運作。謂語本身不會依人称、数、性之變化而進行变位運作；而是基於已然語氣及非已然語氣、以主事(AF)及非主事(NAF)的觀點結合時體氣語詞(TAM/TMA/動貌詞)，再配合謂語的时态、体、式進行焦點變換來運作。基本的文法分類是將泰雅語詞類之詞綴、字詞結構及分類法，對比分析語等之詞類分類法加以條析判別。

## 連字號
賽德克語為音節化的語言，字詞書寫以語義字組音節為單位連寫。而目前使用連字號在音節之間標示，以之作為鏈接詞綴、疊詞、焦點系統、時貌態系統()等語詞時之分析標示用。比如說/lalu-mu/(我的名字是…)為一附著格式名稱詞，有組字詞音節之結合，所以中間用連字號(-)連結作為教學或研究之分析標示。實際書寫需去掉連字號。

## 撇號
同一字詞內因發音響度關係音節須分開處、或目前發音歸納問題還須理清處；或則表示聲門音<ʔ>等，用撇号< '>予以標示。

## 詞性分類
賽德克語詞性分為兩大類(開放性、封閉性)，及11種小類。(Tsukida 2005:295)
| 開放性詞類 「開放性」分類詞語即指詞語可以因加上前綴中綴後綴之詞綴， 致使词义進而延伸、或則詞性有所變化(比如名詞變動詞等)。 反之為「封閉性」。 - 名詞 - 動詞 - 形容詞 | 封閉性詞類 - 數詞 - 人稱代詞 - 指示代詞 - 副詞 - 連接詞 - 前置詞 - 感嘆詞 - 句後分詞 |

如同許多其她台灣南島語言及菲律賓語言一樣，賽德克語名詞及動詞的表達性質類似。形容詞可以視之為動詞的次分類。

## 字詞

### 構詞法
賽德克語音節有 C、CV，或則 CVC 的架構，尤其是一些感嘆詞為 CVCC 架構 (比如：saws、當祭拜食物給祖先時祭拜者自我禱唸之祭詞，或是 sawp、 當物品被風摧動時所發之聲音). 雙音節字詞如下結構表示：
- CVCV、CVCVC
- CVCCV、CVCCVC

賽德克語有19個輔音、4個元音。元音在倒數第3音節以前常發為/u/(tg)，/e/(to/tr)音。重音音節經常出現在倒數第2音節，而且發為高音調。
後綴如下：
- -an: 斜格
- ne-: 由前綴名詞所帶開

附著詞素之作用，不像後綴，於所附著的語詞上不會引起該語詞之詞幹語音的改變。

### 一般字詞
- utux：神靈/上帝/鬼神。
- gaya/waya：祖靈之精神、禁忌規範、族律/生活律法，Pntqlahang euda。
- Taan ka hako utux da!：看見彩虹了！
- sisil：靈鳥(繡眼畫眉)。

## 功能字詞
| 功能字詞如下所列： - ma - "和" (連接詞) - ma - "接著/然後" (連接詞) - ga, - "免得/也許" (連接詞) - nasi - "假如" - ana - "甚至" - ka - 從屬連接詞, 格位標記, 接合詞 - 'ini - 否定詞 - 'adi/aji/uxay/uxe - 否定名詞片語謂語, 未來式/完成式動詞形式 - wada - 過去式 - dima - "已經" - ado - "因為" - niqan - 存在謂語(比如塔加洛語"may") - 'ungat/uka - 否定存在謂語(比如塔加洛語"wala") | 指示代詞如下(Tsukida 2005:303): - nii - 這(個),這一個 - ga/gaga - 那(個),那一個 - hini - 這兒 - hi/hiya - 那兒 - ga/gaga hiya - 在那裡 - quri - 表方向 - paah/pneeyah - 從 - bitaq/betaq - 直到, 到… - saw/so - 像是 - 'asaw/aso - 因為 |

## 格位標記
賽德克語的格位標記(case marker)比起其他台灣南島語來說是相當簡化的。基本上只有主格/ka/及屬格/na/兩種，且/ka/經常省略、而/na/也可省略。在省略情況發生時、需以經驗靠慣用的VOS的語序來判斷焦點結構上的主格及屬格。表中的"中性格"可當主格、屬格、斜格(受格/賓語)，即中性格沒有格位區分。
| (1).〖格位標記形態及語義說明〗 - 主格(nominative case/N-case):ka。Mk-t-pedu ka seediq gaga.(他是塔比多(天祥/(mk-t-pedu("莫客得比督人"/天祥人),(pedu)為山棕,(mk)為前綴指"人物/地方"的屬性,(t)為介音"位於k及p之間",獨立(t-pedu)指"得比督(天祥)"之地(名)/(gaga)指"哪裡"))。 | \| 格位 \| 主格 \| 屬格 \| 中性格 \| 獨立所有格 \| 斜格 \| 備註 \| \| ------------- \| ---- \| ---- \| ------ \| ---------- \| ---- \| ---- \| \| 一般名詞 \| ka \| na \| na \| na \| na \| \| \| 專有名詞 人名 \| ka \| na \| na \| na \| na \| \| \| 人稱代詞 \| ka \| na \| na \| na \| na \| \| |      |        |            |      |      |
| 格位 | 主格 | 屬格 | 中性格 | 獨立所有格 | 斜格 | 備註 |
| 一般名詞 | ka | na   | na     | na         | na   |      |
| 專有名詞 人名 | ka | na   | na     | na         | na   |      |
| 人稱代詞 | ka | na   | na     | na         | na   |      |

## 主題標記
賽德克語之主題標記"<ge>或謂之主格標記是用來標記一個句子主題(話題)的小品詞，即是用來表示"主語"之用。類如日語中(wa)之用法(例：私…)。主題(主語)可以是名詞、"名詞組"或子句等架構。(ge)屬於前位修飾、獨立使用，一般不省略、不過視語句需要有時可以省略(ge)。Yaku ge pure ido.(我煮飯/pure(煮),ido(飯))。

## 焦點系統
焦點系統上，動詞用3種语态(voice)來表示，依序依语气(mood)與體貌(aspect)而來變化。 然而，名詞不會依語態而變化。
- 主動語態(Agent voice) - 以中綴 -um-(tg) -em-(to/tr) 來標示，或則用其"語素變體"(allomorph) mu(tg) me(to/tr)或 Ø 來標示。
- 目標語態(Goal voice)
- 傳達語態(Conveyance voice)

有4種基本的體貌/語氣分類：
- 中性 - "非未來式/未完成式"均同
- 完成式 - 以中綴 -un-(tg) -en-(to/tr) 標示
- 非限定式 - 原始詞幹
- 規勸式(Hortative) (比如，當規勸某人時) - 以後綴 -a(y/nay) 標示

未來式以前綴或及中綴 mu-, mpu-, mpu-ku- 來標示
總的來說有5種不同的動詞分類(動詞詞型變化)。其它動詞詞型包括：使役動詞、對應動詞，以及反身動詞。串列型動詞結構也允許存在。

## 代詞
賽德克語代詞有人稱代詞，指示代詞等。

### 人稱代詞
且人稱代詞也兼具有格位標記之功能。台灣南島語除鄒語及巴宰語等之外，絕大多數無第3人稱(單複數)主格附著格式。表中的"中性格"可當主格、屬格、斜格(受格/賓語)，即中性格沒有格位區分；類同於噶哈巫語人稱代詞中性格的用法。
| 〈賽德克語人稱代詞〉 |          |          |             |               |              |          |          |          |               |                 |               |
| 單複數               | 單數     | 單數     | 單數        | 單數          | 單數         | 複數     | 複數     | 複數     | 複數          | 複數            | 複數          |
| 詞形                 | 附著格式 | 附著格式 | 一般格式    | 一般格式      | 一般格式     | 附著格式 | 附著格式 | 附著格式 | 一般格式      | 一般格式        | 一般格式      |
| 人稱/變格            | 主格     | 屬格     | 中性格      | 獨立所有格    | 斜格         | 主格     | 主格     | 屬格     | 中性格        | 獨立所有格      | 斜格          |
| 第1人稱              | -ku      | -mu      | yaku        | (ne-)naku     | kenan <knan> | 包含式   | -ta      | -ta      | ita           | (nu-)nita       | tenan <tnan>  |
| 第1人稱              | -ku      | -mu      | yaku        | (ne-)naku     | kenan <knan> | 排除式   | -nami    | -nami    | yami          | (nu-)nami       | menani <mnan> |
| 第2人稱              | -su      | -su      | isu         | (nu-)nisu     | sunan        | -namu    | -namu    | -namu    | yamu          | (ne-)namu       | munan         |
| 第3人稱              | -        | -na      | heya <hiya> | nheya <nhiya> | hyaan        | -        | -        | -daha    | dheya <dhiya> | ndheya <ndhiya> | dhyaan        |

### 指示代詞
- nii/kini  這個
- gaga/kiya/kii  那個
- hini  這裡
- hiya/hii  那裡

### 反身代詞
反身代詞(reflexive pronoun)指此種代詞、能表示由主體發出的行為再返回主體自身(通常出發之主體及目的都是自身)，亦歸屬於人稱代詞之一類。賽德克語反身代詞是一個附著代名詞，語式為「謂語(AF/PF)-naq」、「謂語(AF/PF)-代名詞-naq」；如代詞為主題則不能附加反身代詞/naq/。Wano nheya-naq ka klaun-na, ini kela nseediq.(他只管(知道)他自己，不管(知道)他人/wano(僅僅),klaun/kela(知道),nheya(第3人稱,獨立所有格),na(第3人稱,附著代詞))。

## 謂語
謂語分為動詞類與非動詞類。而動詞類可分為普通動詞、動詞短語、動詞片語、完成式動詞組、進行式動詞組，及典型的連繫性動詞等之變化型態等。詞性有及物動詞與不及物動詞之別。非動詞類由其它詞類可構成表語形態。在人称、数、性改變時謂語本身不會進行变位運作；而是以主事（AF）及非主事（NAF）的觀點配合謂語的时态、体、式進行焦點變換的運作。

### 存在動詞/niqan/
存在(所有)動詞/niqan/表示存在、擁有之意，後接數詞再接補語。句型為/Niqan+數詞+補語/、在此"補語為不定指(in-definite)名詞"所以數詞不能省略。/niqan/類如英語的/have(has)/及/there is(are)/的用法。Niqan kingan seediq rulu-su.(有一個人在你車裡/(rulu/kruma)(車子))。

## 表語延伸
語前的元素，如副詞，代詞和介詞可以用來擴展謂詞。下面是"謂詞擴展"的部分列表參考自(Tsukida 2008:308)。
| - 需要中性動詞形式之延長 - wada - past - ga(ga) - distal progressive - nii - proximal progressive - gisu - progressive, state - meha - future, "is going to do" - (me-)teduwa - "be able to do" - nasi - "if" - na'a - "could have done something but did not - 需要非有限動詞形式之擴展 - 'asi ~ kasi - "at once, suddenly" - pasi - "at once" - kani - "one did not have to do something but did it" - 'ini - negative - 'iya - negative imperative - 需要未來式之擴展 - saw - "is/was about to do" - rubang - "was about to do" | - 需要未來/完成式的動詞/名詞之擴展 - 'adi - negative - 為結合形容詞/名詞之擴展 - ma'a - "become" - 沒有具體要求之擴展 - pekelug - "just" - dima - "already" - hana - "at last" - 'ida - "surely" - ya'a - uncertainty - wana - only - 'ana - "even" - ma - "why" - 'alung ~ 'alaw ~ 'arang - "as is expected" - pida - exactly - lengu - "planned to do..." - binaw - confirmation - 'atih - "at the last moment," "nearly" - seperang - "purposefully, on purpose" |

## 疑問詞
- ima 誰
- inu 哪裡
- piya 多少
- ppiya 多少
- maanu 什麼
- hmuwa 為什麼
- huwa 怎麼

## 肯定詞
肯定詞為肯定式之詞構。肯定詞不變時態，且常/獨立於句頭、或在句中使用。un(會的,是的/<Un,…>)等，Un, mkela ku tikuh, ni ku ktnaun ba slluhe.(會的，我會說一點點，我正在學(賽德克語))。

## 否定詞
否定詞為否定式之詞構。肯定詞不變時態，且常/獨立於句頭、或在句中使用。
| (1). - iya:在否定句獨立使用。不變時態、在句頭使用，祁使否定。 - ini：在否定句中句頭使用後接謂語。不變時態、祁使否定。 - uka：否定使用.不變時態、在句頭句中使用，單純否定。Ini, ini-ku srriyung meken heyighuni ka yaku.(不，我不常吃水果)。 - uxe：在否定句中合用。不變時態、在句頭句中使用，單純否定。 | \| 賽德克語 \| 中文 \| 英語 \| 備註 \| \| -------- \| -------- \| ------- \| ------------------------------- \| \| iya \| 不 \| no \| 置句頭 不變時態、祁使否定. \| \| ini \| 不要，別 \| don't \| 置句頭/句中 不變時態、祁使否定. \| \| uka \| 沒有，不 \| not, no \| 置句頭. \| \| uxe \| 還沒 \| not yet \| 置句頭. \| |         |                                 |
| 賽德克語 | 中文 | 英語    | 備註                            |
| iya | 不 | no      | 置句頭 不變時態、祁使否定.      |
| ini | 不要，別 | don't   | 置句頭/句中 不變時態、祁使否定. |
| uka | 沒有，不 | not, no | 置句頭.                         |
| uxe | 還沒 | not yet | 置句頭.                         |

## 數詞
基數詞如下所列：
賽德克語數詞採十進位制。
| 基數     | 1      | 2    | 3    | 4     | 5    | 6      | 7     | 8       | 9      | 10    | 11           | 15         | 20     | 50     | 100    | 1,000        | 10,000 |
| 中文     | 一     | 二   | 三   | 四    | 五   | 六     | 七    | 八      | 九     | 十    | 十一         | 十五       | 二十   | 五十   | (一)百 | (一)千       | (一)萬 |
| 賽德克語 | kingal | daha | teru | sepac | rima | mmteru | mpitu | mmsepac | mngari | maxal | maxal kingal | maxal rima | mpusal | mrimal | kbekuy | maxal kbekuy |        |

其他基數詞及數詞相關後綴如下所列：
- taxa：(用於人)一個人，'uwin：(用於物)一件物品。
- (ma/m/me)- -(u)l: 用於數詞前後綴。
(10, 20, 30, 40, 50)：ma-xa-l: 10，m-pusa-l: 20，me-teru-l: 30，me-sepat-ul: 40，me-rima-l: 50

## 句式
賽德克語的語序為VOS，其中/S/對應為通格論元（argument）。通格論元通常出現在句子後頭，不過或許之後可以再接著一話題評述結構(Topic-comment)此話題以作格論元視之。如其他相關的許多南島語系語言，賽德克語的謂語裡包含語音語素、而此音素能指出何者為謂語的主語論元(如主事者、受事者等)，此主語論元以通格視之。在名詞片語中，使用後位修飾語。(Tsukida 2005:304) 不像他加祿語及其他許多菲律賓的語言，在詞頭與修飾語之間沒有連繫詞。
基本上有三種賽德克語句式(Tsukida 2005)：
- 感嘆句式(Interjection clauses)：Usa qmita tama su rudan!(去探望祖父)
- 基本句式(Basic clauses)：Alang nami ge niqal sapah btakan repun, ma paga saan dmeeda.(咱們部落有竹屋，穀倉及瞭望台)
- 存在/所有句式(Existential/possessive clauses)：Niqal miyan pila ka yami.(咱們有錢)

基本句式有謂語(通常位於句子開頭，及含有單動詞、形容詞，或名詞片語)、主語，及選擇性的非主語論元與附屬語等。
主語歸類為幾種類型(Tsukida 2005):
- 語氣詞綴(Voice affix)
- 附著代名詞(Clitic pronoun)
- 量詞浮動(Quantifier floating)
- 相對化(Relativization)
- 所有格降縮(Possessum demotion)

## 語句
- Emblyax su hug.(你好)

## 外部連結
- 川中島-清流-無明-原住民文化[]
- 臺灣原住民族資訊資源網
- 行政院原委會/族語教室-每日一句
- 臺灣原民網/賽德克語日常生活用語[永久]
- 賽德克族文化及語言推廣組織(原「賽德克(太魯閣)語維基百科建置暨推廣計畫」)的Facebook專頁
- 賽德克語/台大台灣南島語多媒體資料庫 （页面存档备份，存于）
- ABVD: Sediq (Sakura)/Ferrell (1969)
- ABVD: Seediq (Hecuo)/Li (2004)/李壬癸
- ABVD: Seediq (Paran)/Li (2004)
- ABVD: Seediq (Toda)/Li (2004)
- ABVD: Seediq (Truku)/Li (2004)
- 太魯閣語(德路固語)網路字典 （页面存档备份，存于）
- 臺灣原住民歷史語言文化大辭典網路版 （页面存档备份，存于）
- 中研院語言所<語言暨語言學>期刊目錄
- 臺灣原住民族語言學習 （页面存档备份，存于）
- 太魯閣語(德路固語)網路字典 （页面存档备份，存于）
- 原住民族族語線上詞典 （页面存档备份，存于）
- Ogawa's Vocabulary of Formosan Dialects/小川尚義「臺灣蕃語蒐録」
- Austronesian Comparative Dictionary （页面存档备份，存于）
- 原住民族語言研究發展中心 （页面存档备份，存于）
- Alilin 原住民族電子書城 （页面存档备份，存于）
- TITV/Seediq Mprengo Ku Pnkari Seediq （页面存档备份，存于）